# Uluru (brætspil)
Uluru er et brætspil udviklet af danskeren Lauge Luchau Rosendahl og udgivet af den tyske virksomhed Kosmos.
Spillet blev oprindelig udviklet under navnet Til bords og omhandler udfordringerne ved at tilrettelægge en bordplan, der tilfredsstiller flest mulig deltagere. Af hensyn til det tyske marked blev spillets tema imidlertid ændret til australsk tema ved stenen Uluru (tidligere Ayers Rock), hvor Australiens dyr om natten forvandles til drømmefugle, der samles til rådslagning. Spillet er tillige udgivet i Grækenland og Sydkorea og er udgivet i Finland under det oprindelige tema Til bords.
Spillet vandt i 2012 den tyske Mensa-pris.

## Eksterne links
- Instruktion om spillet på Youtube

| Spil | Spire Denne artikel om spil eller lege er en spire som bør udbygges. Du er velkommen til at hjælpe Wikipedia ved at udvide den. |